# Ankyropetalum arsusianum
Ankyropetalum arsusianum är en nejlikväxtart som beskrevs av Ky. och Pierre Edmond Boissier. Ankyropetalum arsusianum ingår i släktet Ankyropetalum och familjen nejlikväxter. Inga underarter finns listade i Catalogue of Life.